# 梅麗莎·西特里尼-博利約
梅麗莎·西特里尼-博利約（法語：Mélissa Citrini-Beaulieu，1995年6月12日—），加拿大跳水運動員，她代表加拿大隊參加了日本舉行的2020年夏季奧林匹克運動會，並且在女子雙人3米跳板比賽上獲得銀牌。